# 東京サーキット
東京サーキット（とうきょうサーキット）は、東京都西多摩郡秋多町（後の秋川市で、現在のあきる野市）に建設が予定されていたサーキットである。建設計画は1960年代後半に進められ、サーキットの建設は実現しなかったが、計画の一環として建設された東京サマーランドの開業は実現した。

## 計画の端緒
1964年、東京都千駄ヶ谷でハイヤー・タクシー事業を営む張煥慶が建設計画を提唱し、イースタン観光の藤本威宏が資金面の援助を行うとして計画に参加し、電通の専務である島崎千里、日本自動車連盟（JAF）の理事である竜村徳が設立発起人やアドバイザーとしてこれに加わり、計画が具体性を帯びていった。
藤本威宏の父親の藤本軍次は戦前の日本における自動車レースの草分けで、多摩川スピードウェイ（1936年開業・1950年代に廃止）の設立にも関わった人物であり、東京サーキットの建設にあたって世話役を務めた。島崎千里が加わったことで、PR面は電通が受け持つという強力な体制となるはずだった。

## 建設計画
このサーキットの建設が計画されていた時点で、日本国内には鈴鹿サーキット（1962年開業）、船橋サーキット（1965年開業）、富士スピードウェイ（1966年開業）の3つのサーキットが存在しており、東京サーキットはそれらに続く「第4のサーキット」として計画が進められていた。
先行する3つの施設に対して、このサーキットは計画を発表した1966年春の時点では以下の3点を特長として強調していた。
 • 純国産の設計
サーキットの設計について、鈴鹿サーキットはジョン・フーゲンホルツ、船橋サーキットはピエロ・タルッフィ、富士スピードウェイはスターリング・モスに、それぞれ大なり小なりの助力を得ており、そのことを権威付けとしても用いていた。東京サーキットは、それら先行事例と異なり設計も国内のみで行うことで「純国産」であることを強調することを目論んでいた。
元々の基本設計については、船橋サーキットを建設した清水建設、富士スピードウェイを建設した大成建設、谷田部の高速テストコース（1964年完成）を手掛けた日本鋪道と鹿島建設などから資料を入手して参考にしたと言われている。
 • 都心から近い
西多摩郡秋多町に位置し、一部の敷地は隣接する五日市町にかかっていた。立地としては、多摩川水系の秋川沿いに位置し、現在の東京サマーランド近傍の南西に位置する（わんダフルネイチャーヴィレッジや第2駐車場が置かれている敷地を含む一帯）。
都心からのアクセスがよく、京橋ジャンクション（東京都中央区）から法定速度で車を走らせても32分で着く計算だったことから、関係者の間では「将来サーキットに専属のクラブができたら『32分クラブ』と命名しよう」という話もあった。
 • グランドスタンドからサーキット全体を見渡せる
グランドスタンドからの眺望を良くするため、メインストレートは3000Rのカーブとなっている。
都心から近いという点と、サーキット全体を展望できるという点については船橋サーキットも同様の特徴を持っていた。
予定されていたコース長4 kmというのは、当時存在したサーキットでは、6 km程度の長さを持つ鈴鹿サーキットと富士スピードウェイに次ぐ長さで、以降も4 km長のサーキットはむつ湾スピードウェイ（1972年開業）が登場するまでは日本国内に存在しなかった。鈴鹿と富士のふたつはプロレベルの高度なテクニックが求められると考えられていたのに対して、より容易なレイアウトとすることでアマチュアドライバーでも走りやすいコースとなることも東京サーキットの売りだった。

### 計画の変更と終焉
1966年半ばの時点で、設計については「純国産」とする方針を変更し、フーゲンホルツ、タルッフィ、モスへの依頼も検討した末、最終的に、富士スピードウェイの原案を手掛けたチャールズ・マネーペニーに依頼してコースの設計を完成させた。設計については、マネーペニーがコース外周の「スピードコース」、モスがコース内側の「テクニックコース」部分の設計をしたという説もある。
設計は完成したものの、サーキット経営を失敗することは許されなかったことから、レジャー施設である東京サマーランドを先に開業して収益の度合いを見てからサーキット建設に着手するという方針が採られた。しかし、1967年の東京サマーランドの開業後、過大な設備投資が負担となり、その経営は苦しいものとなった。1970年8月1日に東京都競馬による吸収合併が決まった時点で、借入金は25億円、年2億5千万円の金利負担が発生しており、年間の赤字額は2億円超という状況で、サーキットの建設が実現することはなかった。
東京都競馬は1970年9月に新会社の株式会社東京サマーランドを設立し、その新会社に吸収される形で、1971年1月に東京サーキット社は消滅した。

## サーキットしての特徴

### レイアウト
計画では、基本的に外周はオーバルコースとなっており、4つの頂点のひとつにグランドスタンドがあるため、その区間に凹みを持つ形状となっていた。
インフィールド（オーバルコースの内側）にテクニカルコースのレイアウトを持つほか、インディアナポリス・モーター・スピードウェイと同じく、インフィールドにゴルフ場を置くことを計画していた。
当時のサーキットでは、ストックカーレースの会場として知られていたシャーロット・モーター・スピードウェイ（1960年開業）と規模やコース形状が近く、東京サーキットもストックカーレースの開催を目論んでいたと考えられている。

#### 計画されていたレイアウト案

1966年春時点
1966年夏時点

※ 緑部分はインフィールド区間のコース。外周コース外側の灰色部分には観客席の設置が計画されていた（内側の灰色部分はピットなどの施設）。

### 仕様
1966年春時点で予定されていたコースの仕様は下記の通り。
- コース長は外周のオーバルコースが3.2 km、インフィールドを使ったテクニカルレイアウトが4 km程度を予定していた[4][3]。
- コース幅は12メートル[9]。当初は15メートル程度にしようという意見もあったが、ドライバーのテクニックを生かすためということで狭められた[9]。
- 直線部の長さは1,200メートル程度を予定[9]。
- 直線部の勾配（縦断勾配）は上りが最大8 %、下りが最大10 %[3]。平坦な路面とならないのは、山間部に建設する予定で、山を削っても勾配が残る見込みだったことによる[9]。
- コーナー部のバンク角（カント）は最大16度[9]。コーナーの最小半径は70メートル[13]。
- 1周の平均速度は最高で時速220 km - 230 km、最高速度は時速300 km超えとなることを想定[2]。

勾配やバンクの角度は、プロではない一般のドライバーが安心して運転できるよう配慮し、（富士スピードウェイと比較して）緩やかな設定としている。

## 時系列
- 1964年（昭和39年）
  - 張煥慶がサーキットの建設計画を提唱する[6][7]。
  - サーキット建設のための土地探しが始まる[14]。その後、会社設立（1966年3月）までの間に、西多摩郡秋多町に適地を見つけ、地元振興という名目で町の協力を得、町有地のほか、300人にのぼる地主を説得した末、用地を取得する[14]。
- 1965年（昭和40年）
  - 初め - サーキット建設計画の存在が公表される[6]。この時点では「八王子レース・コース」と仮称されていた[6]。
- 1966年（昭和41年）
  - 1月3日 - 富士スピードウェイが開業。
  - 3月22日 - 「株式会社東京サーキット」が設立される[5][15][W 1]（資本金6億円・授権資本24億円[3]）。
  - 4月 - サーキット建設に必要な全用地（184万平方メートル）の買収が完了する[8]。この時点では翌年春の開業を予定していた[8]。
  - 5月27日 - 現地で起工式が行われる。
  - 6月末 - 東京サーキットの建設計画の全容が正式発表される[3]。この時点で、東京サマーランドを含む施設の全体図が公表された[3]。この時点では翌年8月の開業を予定していた[3]。
- 1967年（昭和42年）
  - 7月8日 - 東京サマーランドが開業する[15]。この時点では、サマーランドの収益を東京サーキットの建設費に充て、早ければ翌1968年秋[16]、もしくは1969年春[17]にサーキットを開業するという見通しが示された。
    - サマーランドには開業時に屋外カート場が設置される[18][19]。このカートコースは全長540メートルで、ジムカーナにも用いられた[20]。1970年頃までこのコースでカートレースが行われた。

  - 7月 - 船橋サーキットが営業を終了する。これにより、日本国内のサーキットは鈴鹿サーキットと富士スピードウェイの2施設のみとなる[1][注釈 2]。
  - 10月、東京サマーランドの屋外遊園地が開業する[W 1]。その後も設備の新設は続き、翌年夏までに、温水プール、複数の屋外プール、宿泊用ロッジといった施設が設置される[W 1]。
- 1968年（昭和43年）
  - 夏 - 藤本威宏が『オートスポーツ』誌の取材に応じ、サーキットを建設するにはサマーランドの事業を安定させることが先だと前置きした上で、観客の輸送体制（鉄道駅と近隣の道路）の条件が整うのを待っており、サーキットは翌1969年春頃に着工し、1970年春までの完成を目指したいとコメントする[1][注釈 3]。この見通しは実現せず、以降はコメントが出されることもなくなる。
  - 秋 - 東京サマーランドの自主経営は困難として、東京サーキットが東京都競馬に支援を要請する[22]。
  - 暮れ - 茨城県下妻市に新サーキット（筑波サーキット）の建設計画が噂され始め、翌年早々に着工し、工事が急ピッチで進められる[23]（1969年6月に試走会が行われ、1970年に開業）。
    - 当時、鈴鹿サーキットと富士スピードウェイはアマチュアレーサーがレースをするにはあまりにもテクニカルという難点が言われており、船橋サーキットの閉鎖により、アマチュアにとっても走りやすいサーキットを求める声が強まっていた。東京サーキットが占めるとも思われていたその地位は、以降、筑波サーキットによって占められることになる。
- 1969年（昭和44年）
  - 5月26日 - 東名高速道路が全線開通し、富士スピードウェイへの都心からのアクセスが従来の約3時間から2時間程度に短縮される[24]。
    - これにより、東京サーキットの「都心から近い」という売り文句は相対的に弱まる。
- 1970年（昭和45年）
  - 8月1日 - 東京都競馬と株式会社東京サーキットが合併契約書に調印し[注釈 4]、東京サーキットが吸収されることが決定する[11]。
  - 9月 - 東京都競馬の全額出資により、株式会社東京サマーランドが設立される[12][W 1][W 2]。
- 1971年（昭和46年）
  - 1月 - 株式会社東京サーキットが株式会社東京サマーランドに吸収合併される[W 2]。運営会社が変わったことで、以降は東京サーキット関連の話題は出なくなる。